# Oblast autonome tchétchène-ingouche

Carte de l'Oblast autonome tchétchène-ingouche (1934–1936).

L'Oblast autonome tchétchène-ingouche a été créé le 15 janvier 1934, à la suite de l'unification de l'Oblast autonome tchétchène et de l'Oblast autonome ingouche.
Le 5 décembre 1936, l'Oblast autonome tchétchène-ingouche est transformée en République socialiste soviétique autonome de Tchétchénie-Ingouchie.